# Daniel Fernando Sturla Berhouet
Daniel Sturla, de son nom complet Daniel Fernando Sturla Berhouet, né le 4 juillet 1959 à Montévidéo, est un religieux salésien (s.d.b) et évêque uruguayen de l'Église catholique, archevêque de Montevideo depuis 2014, cardinal depuis février 2015.

## Biographie

### Formation
Il rejoint la société de saint François de Sales à la fin des années 1970. Il y fait profession religieuse le 31 janvier 1980 à l'âge de vingt ans. Après avoir obtenu un baccalauréat en droit civil à l'Institut Jean XXIII de Montevideo, il poursuit ses études en philosophie et en science de l'éducation à l'institut salésien Miguel Rúa, toujours dans la capitale uruguayenne. Il suit ensuite le cursus de théologie à l'institut théologique d'Uruguay. Il y obtient son baccalauréat en théologie en 1987. 

### Prêtre
Il est ordonné prêtre le 21 novembre de la même année. Au cours des années suivantes, il exerce son ministère dans les centres de formations des salésiens, y occupant différentes responsabilités, notamment pour l'encadrement des novices, puis comme professeur d'histoire de l’Église à la faculté de théologie d'Uruguay. Reprenant ses études, il obtient une licence de théologie en 2006. 
Le 28 octobre 2008, il est nommé inspecteur salésien en Uruguay et le 27 mai 2009 il est élu président de la Conférence des religieux d'Uruguay. 

### Évêque
Le 10 décembre 2011, Benoît XVI le nomme évêque titulaire de Phelbes (de) et évêque auxiliaire de Montevideo. Il reçoit la consécration épiscopale le 4 mars 2012 des mains de Mgr Nicolás Cotugno Fanizzi, archevêque de Montevideo. 
Lorsque ce dernier se retire le 11 février 2014, François nomme Mgr Sturla sur le siège métropolitain. Il est installé dans ses nouvelles fonctions le 9 mars. Conformément au code de droit canonique, en tant que nouvel archevêque métropolitain, il reçoit le pallium des mains du pape le 29 juin 2014.

### Cardinal
Il est créé cardinal le 14 février 2015 par le pape en même temps que dix-neuf autres prélats,. Il reçoit alors le titre de Santa Galla.
Le 5 septembre 2015, il est nommé par le François membre de la Commission pontificale pour l'Amérique latine.

## Œuvres
- 1916-1917: Separación de la Iglesia y el Estado en el Uruguay, Instituto Teológico del Uruguay Mariano Soler, Libro Anual, 1993
- ¿Santa o de Turismo? Calendario y secularización en el Uruguay, Instituto Superior Salesiano, colección Proyecto Educativo, 2010